# Public Access
Public Access (literal, Acceso público) es una película dramática estadounidense realizada en 1993 y dirigida por Bryan Singer. Singer, que debutaba en el cine, también escribió el guion, junto a Christopher McQuarrie y Michael Feit Dougan. La película fue rodada en 18 días con un presupuesto de $250,000 dólares. Se presentó en el Festival de Cine de Sundance de 1993, donde obtuvo el Gran Premio del Jurado. 

## Sinopsis
Un vagabundo termina en un pequeño pueblo llamado Brewster. Al enterarse de la estación de televisión por cable de acceso público local, el hombre decide presentar su propio programa llamado Our Town (Nuestra ciudad), que se convierte en un punto de encuentro para que los ciudadanos de la localidad llamen y expresen sus problemas de forma anónima. Sin embargo, las cosas comienzan a ponerse feas y aumentan las tensiones para el programa, que comienza a elevar el eslogan característico del hombre "¿Qué le pasa a Brewster?" en un tema completamente nuevo para la gente de Brewster, cuando la ciudad se ve envuelta en un lío que ha creado, impulsada por un hombre cuyas intenciones pueden ser mucho más siniestras de lo que parece.

## Reparto
| Ron Marquette     | ... Whiley Pritcher |
| Dina Brooks       | ... Rachel          |
| Burt Williams     | ... Bob Hodges      |
| Larry Maxwell     | ... Jeff Abernathy  |
| Charles Kavanaugh | ... Mayor Breyer    |
| Brandon Boyce     | ... Kevin Havey     |

| Margaret Kerry | ... Marge          |
| Randall Slavin | ... Pudd           |
| Liz Dilts      | ... Lisa           |
| Marca Norling  | ... Lyle Macintosh |
| Jason Varlance | ... Tray           |

## Producción
Bryan Singer, Christopher McQuarrie y Michael Feit Dougan escribieron el guion de Public Access. Singer dirigió la película en 1992 con un presupuesto de 250.000 dólares y un calendario de 18 días. El equipo utilizó material de película sobrante de Drácula, de Bram Stoker y Hoffa.

## Recepción
Public Access se proyectó en el Festival de Cine de Sundance de 1993 y fue una de las dos películas ganadoras del Gran Premio del Jurado, compartiendo el premio con Ruby en el paraíso. También se proyectó en el Festival de Cine de Florida de 1993, donde ganó el Premio del Público al mejor largometraje. A pesar del reconocimiento, la película no consiguió un distribuidor cinematográfico.

## Leer más
- Mottram, James (2007). «The Changing Faces of Sundance: Public Access and Spanking the Monkey». The Sundance Kids: How the Mavericks Took Back Hollywood. Faber & Faber. pp. 37-50. ISBN 0-86547-967-4.